# Функция (философия)
Функция (лат. functio — исполнение, осуществление) — 1) деятельность, обязанность, работа; внешнее проявление свойств какого-либо объекта в данной системе отношений; 2) назначение, роль, которую выполняет определенная часть системы по отношению к целому.
Существуют также следующие определения функции:
- определённый аспект поведения системы, для которого она предназначена;
- задача, действие или деятельность, которые должна выполнять система для достижения необходимого результата;
- определённая цель или характерная (особенная) деятельность системы или компонента.

Под функционализмом понимают учение, согласно которому некоторые объекты мысли являются не реальностями, а функциями других данностей. Так, в частности, со времени Уильяма Джеймса многие мыслители считают сознание функцией совокупности органов чувств (например А. Н. Уайтхед) или функцией «бытия-в-мире», заботы (см. Экзистенциализм). Мышление характеризуют иногда как функцию действия (см. также Прагматизм). У крайних направлений идеализма весь мир выступает в качестве функции «Я», как, например, у Фихте.